# Velika nagrada Dieppa 1935
Velika nagrada Dieppa 1935 je bila neprvenstvena dirka za Veliko nagrado v sezoni 1935. Odvijala se je 21. julija 1935 v francoskem mestu Dieppe.

## Poročilo

### Pred dirko
Za favorita dirke, ki je potekala pod pravili Formule Libre, sta veljala dirkača moštva Scuderia Ferrari, Louis Chiron in René Dreyfus ter Automobiles Ettore Bugatti, Jean-Pierre Wimille in Robert Benoist. Mošva Officine Alfieri Maserati pa kljub prijavi na dirko ni bilo. 

### Dirka
Dirkača Ferrarija Dreyfus in Chiron sta po štartu prevzela vodstvo, sledil pa jima je lahko le Wimille, ki je prevzel vodstvo po postankih vodilnih v boksu. Toda že kmalu sta ga Ferrarija ujela in prehitela. Chiron zaradi gripe ni bil v najboljši formi, pa še prisiljen je bil opraviti dodaten postanek v boksih zaradi težav z zavorami, tako da je zmagal Dreyfus, Chiron je bil vseeno drugi in je poskrbel za dvojno zmago Ferrarija, Wimille pa je zadržal tretje mesto, toda zaostajal je že več kot za krog za zmagovalcem. Richard Shuttleworth tudi z dirkalnikom Alfa Romeo P3, kot Ferrarijeva dirkača, je bil četrti, Giuseppe Farina pa z dirkalnikom Maserati 6C-34 tudi zaradi dodatnega postanka v boksih peti.

## Rezultati

### Dirka
| Poz | Št | Dirkač                  | Moštvo                     | Dirkalnik      | Krogi | Čas/Odstop    | Št. m. |
| --- | -- | ----------------------- | -------------------------- | -------------- | ----- | ------------- | ------ |
| 1   | 34 | René Dreyfus            | Scuderia Ferrari           | Alfa Romeo P3  | 50    | ?             | 1      |
| 2   | 32 | Louis Chiron            | Scuderia Ferrari           | Alfa Romeo P3  | 50    | ?             | 2      |
| 3   | 20 | Jean-Pierre Wimille     | Automobiles Ettore Bugatti | Bugatti T59    | 49    | +1 krog       | 16     |
| 4   | 16 | Richard Shuttleworth    | Privatnik                  | Alfa Romeo P3  | 47    | +3 krogi      | 8      |
| 5   | 40 | Giuseppe Farina         | Scuderia Subalpina         | Maserati 6C-34 | 47    | +3 krogi      | 4      |
| 6   | 42 | Hans Rüesch             | Privatnik                  | Maserati 8CM   | 47    | +3 krogi      | 7      |
| 7   | 28 | Robert Brunet           | Ecurie Braillard           | Maserati 8CM   | 45    | +5 krogov     | 12     |
| 8   | 30 | Raph                    | Privatnik                  | Alfa Romeo P3  | 45    | +5 krogov     | 10     |
| 9   | 12 | Freddy Clifford         | Privatnik                  | Maserati 8C    | 45    | +5 krogov     | 13     |
| 10  | 10 | Jock Leith              | Privatnik                  | Bugatti T35C   | 43    | +7 krogov     | 14     |
| 11  | 14 | Rupert Featherstonhaugh | Privatnik                  | Maserati 8CM   | 41    | +9 krogov     | 5      |
| 12  | 3  | Earl Howe               | Privatnik                  | Bugatti T59    | 41    | +9 krogov     | 6      |
| Ods | 24 | Marcel Lehoux           | Scuderia Subalpina         | Maserati 6C-34 | 19    | Motor         | 3      |
| Ods | 22 | Bernard Chaudé          | Ecurie Argo                | Bugatti T51    | 13    | Puščanje olja | 15     |
| Ods | 8  | Lindsay Eccles          | Privatnik                  | Bugatti T59    | 5     | Zavore        | 9      |
| Ods | 6  | Charles Martin          | Privatnik                  | Bugatti T35C   | 3     | Motor         | 11     |
| Ods | 18 | Robert Benoist          | Automobiles Ettore Bugatti | Bugatti T59    | 3     | Motor         | 17     |
| DNA | 4  | Brian Lewis             | Noel Rees                  | Bugatti        |       |               |        |
| DNA | 26 | Benoît Falchetto        | Ecurie Braillard           | Maserati       |       |               |        |
| DNA | 36 | Philippe Étancelin      | Officine Alfieri Maserati  | Maserati       |       |               |        |
| DNA | 38 | Goffredo Zehender       | Officine Alfieri Maserati  | Maserati       |       |               |        |